# Referendum na Malcie w 2015 roku
Referendum na Malcie w sprawie wiosennych polowań na przepiórki i turkawki odbyło się 11 kwietnia 2015. Nieznaczna większość głosujących (50,4%) opowiedziała się za tym, aby wiosenne polowanie na te gatunki pozostało legalne.

## Kontekst
Malta jest jedynym krajem Unii Europejskiej, zezwalającym na strzelanie wiosną do ptaków migrujących z Afryki na północ Europy: w sezonie zezwala się na odstrzał 5 tys. przepiórek (Coturnix coturnix) i 11 tys. turkawek (Streptopelia turtur).
Polowania na ptaki w czasie migracji są sprzeczne z unijną dyrektywą ptasią. Mimo to rząd maltański co roku składał wniosek do Komisji Europejskiej o tymczasową derogację.
W marcu 2007, odpowiadając na liczne petycje w tej sprawie, Parlament Europejski przyjął rezolucję w sprawie wiosennego odstrzału i odłowu ptaków wędrownych na Malcie. W październiku 2007 Komisja Europejska wystosowała do rządu Malty pisemne ostrzeżenie, podkreślając, że Malta nie spełnia warunków przyznania derogacji. Wobec braku jasnego zobowiązania ze strony Malty w styczniu 2008 Komisja złożyła w tej sprawie wniosek do Trybunału Sprawiedliwości. 10 września 2009 Trybunał orzekł, że zezwalając na wiosenne polowania, Malta narusza dyrektywę ptasią. W odpowiedzi na ten wyrok rząd Malty wydał nowe pozwolenie na wiosenne polowania, skracając jednak okres łowiecki i wyznaczając limity odstrzału przepiórek i turkawek.

## Inicjatywa referendalna
W lipcu 2013 jedenaście ekologicznych organizacji pozarządowych (m.in. maltańskie organizacje członkowskie BirdLife International i Friends of the Earth) oraz partia Alternatywa Demokratyczna ogłosiły powołanie Koalicji na rzecz Zniesienia Wiosennych Polowań (Coalition for the Abolition of Spring Hunting). Koalicja rozpoczęła zbiórkę podpisów pod wnioskiem o referendum zakazującym wiosennych polowań na ptaki. Pod petycją udało się zebrać 45 000 podpisów. W komunikacie prasowym twórcy koalicji wskazali, że instytucje Unii Europejskiej działają w tej sprawie zbyt powoli, zaś rząd Malty nie wykazuje realnie woli stosowania europejskiego prawa.

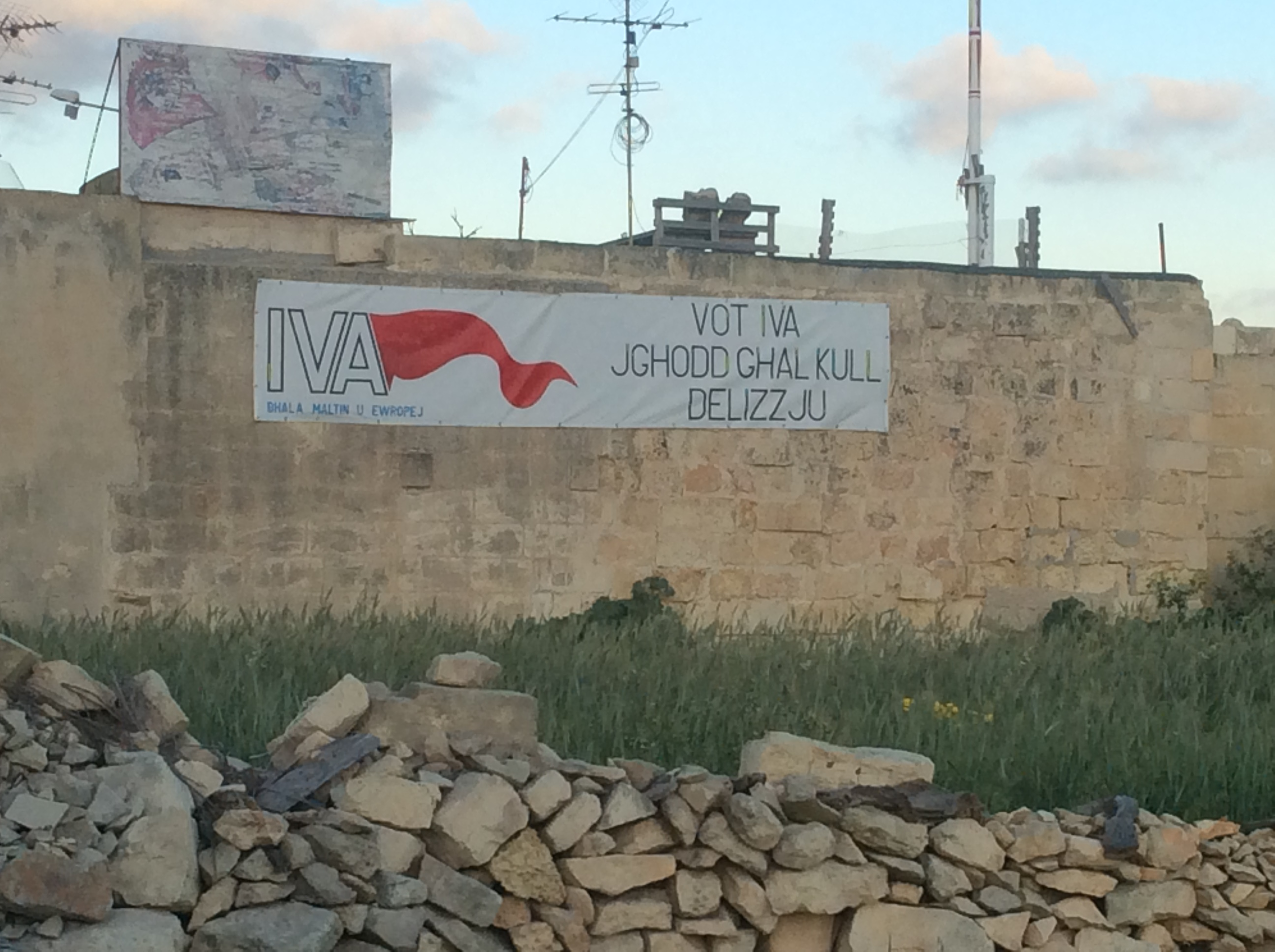
Baner namawiający do głosowania za utrzymaniem wiosennych polowań

Organizacje myśliwskie próbowały powstrzymać organizację referendum. 2 czerwca 2014 złożyły w Izbie Reprezentantów petycję podpisaną przez 104 293 osoby, domagające się wprowadzenia w ustawie o referendach zmian, zabezpieczających prawa mniejszości. Te same organizacje zaskarżyły wniosek o referendum przed Sądem Konstytucyjnym, twierdząc m.in., że jego organizacja byłaby sprzeczna z prawem europejskim. W orzeczeniu z 9 stycznia 2015 Sąd Konstytucyjny odrzucił ich zastrzeżenia. Dzień później premier Joseph Muscat zapowiedział, że referendum odbędzie się 11 kwietnia, równocześnie z wyborami samorządowymi.
Z formalnego punktu widzenia referendum miało charakter abrogacyjny: miało zdecydować, czy legislacja regulująca ogłaszanie przez rząd wiosennego sezonu łowieckiego pozostanie w mocy czy nie. Zwycięstwo przeciwników wiosennych polowań oznaczałoby, że rząd nie ma prawnej podstawy do wyznaczania wiosennego sezonu łowieckiego. Wciąż jednak legalne byłyby polowania w trwającym 5 miesięcy sezonie jesiennym – zarówno na turkawkę i przepiórkę, jak i na ok. 30 innych gatunków ptaków.

## Kampania i wyniki
W kampanii referendalnej zwolennicy zakazu polowań przekonywali, że ten zwyczaj jest okrutny i szkodliwy dla środowiska. Wskazywali ponadto, że liczebność populacji turkawki i przepiórki w Europie spada, zaś przy okazji polowania na nie ginie też wiele rzadkich i chronionych gatunków, takich jak błotniaki, trzmielojady czy gadożery. Zwolennicy utrzymania polowań podkreślali, że są one częścią maltańskiej tradycji i że próba ich zakazania to atak na prawa mniejszości. Za utrzymaniem polowań opowiedział się również premier Joseph Muscat.
| Głosy          | Liczba głosów | %      |
| -------------- | ------------- | ------ |
| Tak            | 126 434       | 50,44% |
| Nie            | 124 214       | 49,56% |
| Głosy nieważne | 2 509         | 0,99%  |
| Razem          | 253 157       | 100%   |
| Frekwencja     | 74,80%        | 74,80% |

## Następstwa

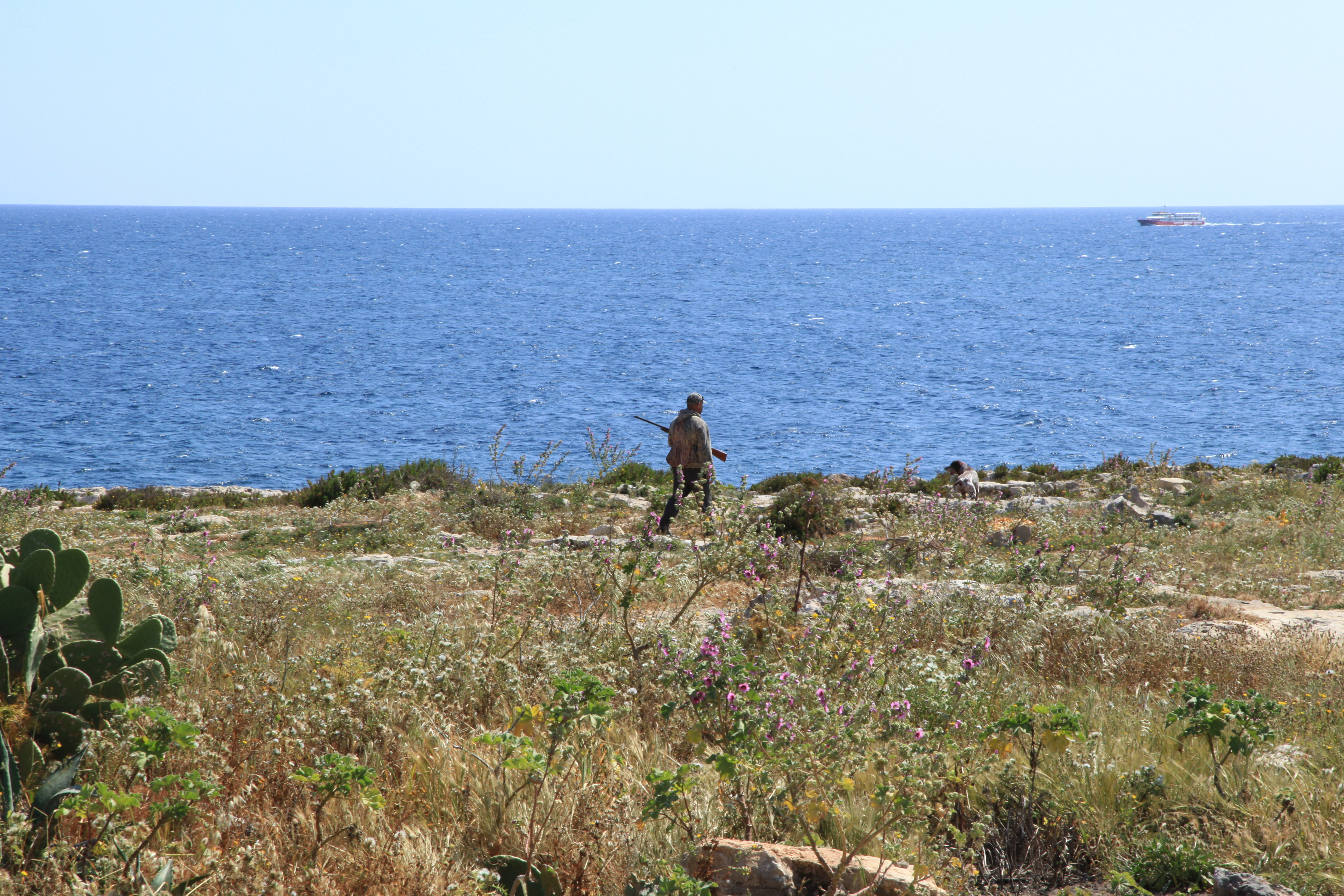
Myśliwy w rejonie Naxxar, wiosna 2014

12 kwietnia 2015 premier Joseph Muscat zapowiedział na konferencji, że sezon łowiecki zostanie otwarty 14 kwietnia. Komentując wynik referendum, stwierdził, że głosujący dali myśliwym „ostatnią szansę” i że na „uczciwych myśliwych” spoczywa teraz ciężar dopilnowania, aby przypadki łamania prawa były raportowane na policję. Premier zapowiedział również, że „rażące naruszenia prawa” nie będą tolerowane.
W sezonie odnotowano mniej niż zwykle incydentów związanych z naruszeniem prawa, choć eksperci organizacji sprzeciwiających się polowaniom wskazywali, że wskutek warunków pogodowych mniej ptaków migrowało przez Maltę. 24 kwietnia myśliwy postrzelił w nogę 16-latka z Holandii. 27 kwietnia ranna pustułka (będąca na Malcie gatunkiem chronionym) spadła na podwórze szkoły podstawowej w Bormli podczas przerwy. Incydent został potępiony przez organizacje myśliwskie, które wezwały do odnalezienia sprawcy i pociągnięcia go do odpowiedzialności, zarazem sprzeciwiając się stosowaniu „zbiorowej odpowiedzialności”. Premier Muscat uznał jednak incydent za „niewybaczalny” i ogłosił natychmiastowe zamknięcie sezonu łowieckiego, na trzy dni przed planowanym terminem.
Z kolei w 2016 rząd wyznaczył wiosenny sezon polowań na okres 17–30 kwietnia, obwarowując polowania dodatkowymi restrykcjami i zmniejszając limit odstrzału turkawek z 11 tys. do 5 tys. Limit odstrzału przepiórek pozostał na dotychczasowym poziomie 5 tys.